# Matías Maroni
Matías Iván Maroni (nacido el 12 de marzo de 1985 en Santa Ana, California) es un futbolista estadounidense nacionalizado argentino. Se desempeña en la posición de defensor y su actual club es Metropolitan FA.

## Carrera
Comenzó su carrera en 2006 jugando para Chacarita Juniors. Juega para el club hasta 2007. Ese año se trasladó al Comunicaciones, club en el cual se mantuvo hasta el 2009. Ese año se fue a Puerto Rico para formar parte de las filas del River Plate PR.

## Clubes
| Club              | País          | Año           |
| ----------------- | ------------- | ------------- |
| Chacarita Juniors | Argentina     | 2006-2007     |
| Comunicaciones    | Argentina     | 2007-2009     |
| River Plate PR    | Puerto Rico   | 2009          |
| Metropolitan FA   | 🇵🇷Puerto Rico | 2021-presente |